# ニセモノ政治家の見分け方 ゴーマニズム宣言ライジング
『ニセモノ政治家の見分け方 ゴーマニズム宣言ライジング』（ニセモノせいじかのみわけかた ゴーマニズムせんげんライジング）とは2012年に出版された書籍の名称。著者は小林よしのり、出版社は幻冬舎。
第46回衆議院議員総選挙で安倍晋三が総理大臣に決まる以前に書かれた本であり、安倍政権の復活を危惧して当時の安倍晋三がマニフェストとして推し進めようとしていた政策についての間違いや甘さの指摘や、以前の安倍政権の失敗の分析など安倍を批判するということが主な内容となっている。
他には安倍の支持者の多くであるネトウヨとも呼ばれている右傾化している日本人に対しての警告として、連中が賛成している原発、TPP、嫌韓などといった事柄の間違いや、ネトウヨが現実社会で行っているデモ活動などといった行為への批判も述べられている。